# Université municipale d'infirmières de Kobe
L'université municipale d'infirmières de Kobe (神戸市看護大学, Kobe-shi kango daigaku) est une université publique japonaise située dans la ville de Kobe, préfecture de Hyōgo au Japon. L'établissement prédécesseur de l'école est fondé en 1959 et reçoit son agrément en tant qu'université en 1996.

## Source
- (en) Cet article est partiellement ou en totalité issu de l’article de Wikipédia en anglais intitulé « Kobe City College of Nursing » (voir la liste des auteurs).